# Dagu (sockenhuvudort i Kina, Jiangxi Sheng, lat 26,73, long 115,79)
Dagu är en sockenhuvudort i Kina. Den ligger i provinsen Jiangxi, i den sydöstra delen av landet, omkring 220 kilometer söder om provinshuvudstaden Nanchang. Antalet invånare är 15 491. Befolkningen består av 7 425 kvinnor och 8 066 män. Barn under 15 år utgör 22,0 %, vuxna 15-64 år 68 %, och äldre över 65 år 9,0 %.
Runt Dagu är det ganska tätbefolkat, med 166 invånare per kvadratkilometer. Dagu är det största samhället i trakten. I omgivningarna runt Dagu växer huvudsakligen savannskog.
Genomsnittlig årsnederbörd är 2 107 millimeter. Den regnigaste månaden är juni, med i genomsnitt 314 mm nederbörd, och den torraste är oktober, med 22 mm nederbörd.